# Enfield (New York)
Enfield è un comune degli Stati Uniti d'America, situato nello Stato di New York, nella contea di Tompkins.